# 회오리감자
회오리감자는 대한민국의 길거리 음식이다. 떡이나 소시지를 끼운 것도 있다.
"회오리"는 개발자의 등록상표이므로 이 식품을 "회오리"감자라 부르는 것은 잘못된 표현이고, 그 외관에 따라 "스프링"감자나 "나선형"감자라고 부르는 것이 맞는 표현이다.

## 사진 갤러리

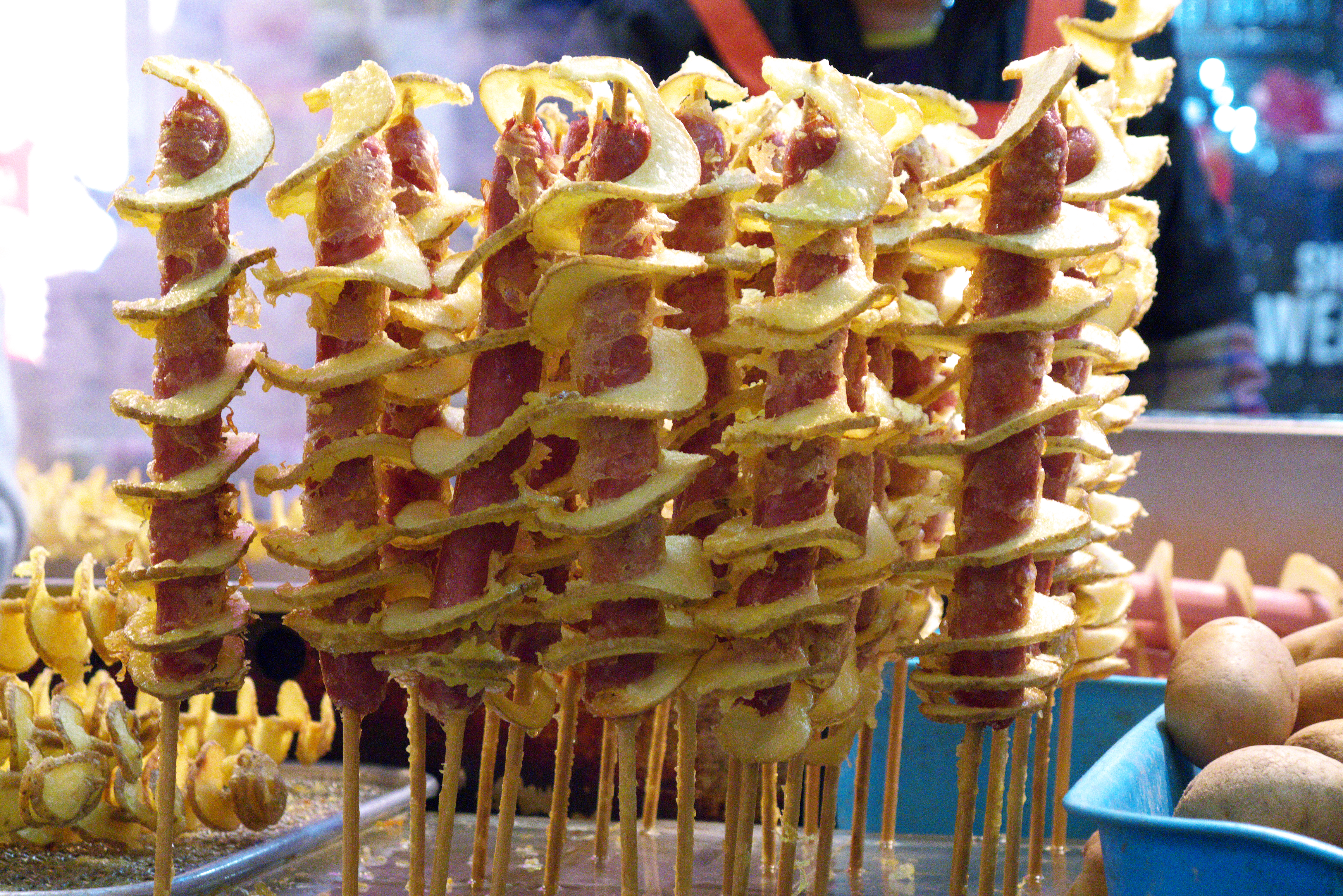
소시지회오리감자

## 같이 보기
- 감자튀김
- 감자칩